# Praia das Caieiras
Praia das Caieiras, em Guaratuba.
A Praia de Caieras se localizada entre a ponta do Jonnsher e das pedras das Caieiras no município de Guaratuba, no Paraná. 

## Fenômeno
Em 2021, ocorreu o fenômeno chamado de “rolar da praia”, que é um ação natural quando o mar desloca a faixa de areia da praia em grandes blocos.